# Veronica hookeriana
Veronica hookeriana är en grobladsväxtart som beskrevs av Wilhelm Gerhard Walpers. Veronica hookeriana ingår i släktet veronikor, och familjen grobladsväxter. Utöver nominatformen finns också underarten V. h. olsenii.